# 許頌聲
許頌聲（HUI Chung Sing Wallace，1975年2月28日—），保良局莊啟程預科書院及保良局唐乃勤初中書院副校長
，畢業於迦密唐賓南紀念中學、香港中文大學歷史系（新亞書院、1997年）、神學院（崇基學院、宗教研究、1999年）及研究院（教育、2007年），曾經於香港中文大學及香港教育學院任教及為香港考試及評核局公開考試委員會的委員。他被發現懷疑與其任教預科書院的其中一名女學生發展地下情及性交，並於短訊內表示曾經用自己於該委會員的內部機密資料促進該女生的學習。
網民關注公開考試的公平及公信性。考評局於事件被報章報導當天，宣佈該委員已辭職。至今考評局暫沒有向警方舉報。比較新舊委員會成員名單，顯示許頌聲就是該涉嫌擅取機密而辭職的委員。

## 資料來源
1. ↑  . wallhui. 2016年1月9日. （原始内容存档于2010年6月27日） （中文（繁體））.
2. ↑  . 保良局莊啟程預科書院. 2016年1月13日  [2016年1月13日]. （原始内容存档于2016年3月4日） （中文（繁體））.
3. ↑   (PDF). 香港中文大學. 2016年1月13日 （中文（繁體））.[永久]
4. ↑  . 香港教育學院. 2016年1月13日  [2016年1月13日]. （原始内容存档于2016年6月3日） （中文（繁體））.
5. ↑  .   [2021-09-16]. （原始内容存档于2021-09-16）.
6. ↑  .   [2022-03-05]. （原始内容存档于2021-09-16）.
7. ↑  . now 新聞. 2016年1月9日  [2016年1月13日]. （原始内容存档于2018年8月3日） （中文（繁體））.
8. ↑   (PDF). 香港考試及評核局. 2016年1月13日. （原始内容 (PDF)存档于2016年3月3日） （中文（繁體））.
9. ↑   (PDF). 香港考試及評核局. 2016年1月8日 （中文（繁體））.[]